# 文間村
文間村（もんまむら）とは、茨城県北相馬郡にかつて存在した村である。現在の茨城県利根町の北東部に位置している。
村の南部には新利根川が流れている。

## 沿革
- 1889年（明治22年）4月1日 - 町村制施行に伴い、奥山村･押戸村･大房村･立木村が合併し北相馬郡文間村が発足。
- 1935年（昭和10年）9月26日 - 群馬県内の集中豪雨の影響で小貝川の水位が上昇。約200戸が軒下まで水に浸かる[1]。
- 1955年（昭和30年）1月1日 - 布川町、文村、東文間村と合併し、利根町が発足。